# Меррилл, Гэри
Гэ́ри Ме́ррилл (англ. Gary Merrill; 2 августа 1915, Хартфорд — 5 марта 1990, Фалмут, Мэн) — американский актёр театра, кино и телевидения.

## Биография
Гэри Фред Меррилл родился 2 августа 1915 года в Хартфорде. Окончил Боудин-колледж. Служил в ВВС США (формирования Второй мировой войны) (англ. United States Army Air Forces) в звании рядового. Впервые появился на экране в 1943 году в фильме «Это армия», но в титрах тогда указан не был. За 37 лет кино-карьеры снялся более чем в 110 фильмах и сериалах. В 1940-х годах играл на Бродвее, позднее разово появлялся там в постановках в 1962 и 1980—1981 годах.
В 1941 году Меррилл женился на Барбаре Лидс, но развёлся в 1950 году. Спустя буквально несколько недель после развода, 22 июля 1950 года, женился вторично, на это раз на известной актрисе Бетт Дейвис, став её четвёртым мужем. Он удочерил её дочь Барбару (англ. B. D. Hyman), а также позднее пара усыновила ещё мальчика и девочку, Майкла и Марго, но в итоге в 1960 году Меррилл и Дэйвис также развелись.
Меррилл был весьма политически активен: в частности, в 1958 году он принимал активное участие в кампании по избранию Эдмунда Маски на пост губернатора Мэна, в 1965 году принял участие в «Маршах от Сельмы до Монтгомери» (англ. Selma to Montgomery marches), направленных на предоставление избирательного права цветному населению.
В 1989 году свет увидела автобиография «Бетт, Рита и вся моя жизнь».
Гэри Меррилл скончался 5 марта 1990 года в Фалмуте от рака лёгкого, пережив свою вторую жену, Бетт Дэйвис, всего на 5 месяцев. Похоронен на кладбище Пайн-Гроув.

## Избранная фильмография

### Кино
- 1943 — Это армия / англ. This Is the Army — массовка (в титрах не указан)
- 1944 — Крылатая победа / Winged Victory — капитан Макинтайр
- 1949 — Ураган Слаттери / англ. Slattery's Hurricane — командующий Крамер
- 1949 — Вертикальный взлёт / Twelve O’Clock High — полковник Эрни Дейвенпорт
- 1950 — Там, где кончается тротуар / англ. Where the Sidewalk Ends — Томми Скалайс
- 1950 — Всё о Еве / All About Eve — Билл Симпсон
- 1951 — Нападение на почтовую станцию / Rawhide — рассказчик за кадром
- 1951 — Боевые пловцы / англ. The Frogmen — лейтенант Пит Винсент
- 1951 — Яд другого человека / англ. Another Man's Poison — Джордж Бейтс
- 1951 — Решение перед рассветом / англ. Decision Before Dawn — полковник Девлин
- 1952 — Телефонный звонок от незнакомца / англ. Phone Call from a Stranger — Дэвид Траск
- 1952 — Девушка в белом / англ. The Girl in White — доктор Сет Поулинг
- 1952 — Ночь без сна / англ. Night Without Sleep — Ричард Мортон
- 1953 — Проект убийства / англ. A Blueprint for Murder — Фред Сарджент
- 1954 — Свидетель убийства / англ. Witness to Murder — Лоуренс Мэтьюс
- 1958 — Путешественник из Миссури / англ. The Missouri Traveler — Дойл Мэги
- 1959 — Чудесная страна / The Wonderful Country — майор Старк Колтон
- 1961 — Великий самозванец / англ. The Great Impostor — Демара-старший
- 1961 — В его приятной компании / англ. The Pleasure of His Company — Джеймс «Джим» Доэрти
- 1961 — Таинственный остров / Mysterious Island — Гидеон Спилитт, военный корреспондент «New York Gerald»
- 1966 — Вокруг света под водой / англ. Around the World Under the Sea — доктор Август «Гас» Борен
- 1967 — Последний вызов / англ. The Last Challenge — Скуинт Кэллоуэй
- 1967 — Пикник у моря / Clambake — Сэм Бёртон
- 1967 — Инцидент, или Случай в метро / The Incident — Дуглас Маккенн
- 1968 — Власть / The Power — Марк Корлайн
- 1974 — Гекльберри Финн / Huckleberry Finn — папаша Гека Финна

### Телевидение
- 1953 — Роберт Монтгомери представляет / англ. Robert Montgomery Presents — Фелис Бенуччи (в одном эпизоде)
- 1953—1954 — Стальной час Соединённых Штатов / англ. The United States Steel Hour — разные роли (в трёх эпизодах)
- 1957 — Караван повозок / англ. Wagon Train — Зик Томас (в одном эпизоде)
- 1957, 1959 — Театр-90 / англ. Playhouse 90 — разные роли (в трёх эпизодах)
- 1957—1960, 1963 — Альфред Хичкок представляет / Alfred Hitchcock Presents — разные роли (в семи эпизодах)
- 1959 — Сыромятная плеть / Rawhide — Джед Мейсон (в одном эпизоде)
- 1959 — Ларами / Laramie — Эд Фаррелл (в одном эпизоде)
- 1961 — Шах и мат / Checkmate — Эрни Стоун (в одном эпизоде)
- 1961 — Новое поколение / The New Breed — Карл Липперт (в одном эпизоде)
- 1961 — Сумеречная зона / The Twilight Zone — сержант Джозеф Парадайн (в одном эпизоде)
- 1963 — Бен Кейси / англ. Ben Casey — Майлс Хьютон (в одном эпизоде)
- 1963 — В бой! / англ. Combat! — капитан Август (в одном выпуске)
- 1965 — Заклеймённый / Branded — Аарон Шилдс (в двух эпизодах)
- 1966 — Путешествие на дно моря / Voyage to the Bottom of the Sea — Парк (в одном эпизоде)
- 1966 — Туннель времени / The Time Tunnel — Лерой Кларк (в одном эпизоде)
- 1970 — Доктор Маркус Уэлби / Marcus Welby, M.D. — Орландо Кордей (в одном эпизоде)
- 1974 — Кунг-фу / Kung Fu — Дэн Хойл (в одном эпизоде)
- 1976 — Детектив Кэннон / Cannon — Эндрю Макджилл (в одном эпизоде)